# Alex Hendrickx
Alex Hendrickx (Bergen op Zoom, 13 juli 1993) is een Nederlands acteur, die bij het grote publiek doorbrak als Peter in de KRO-NCRV-serie Petticoat.
Hendrickx volgde in Tilburg een toneelopleiding en studeerde vervolgens in Maastricht aan de toneelacademie. Op 24 maart 2014 won Hendrickx de Amateur Musical Award voor beste mannelijke hoofdrol, die werd uitgereikt door Karin Bloemen op het Amateur Musical Awards Gala in het DeLaMar Theater in Amsterdam. Hij speelde deze rol bij het musicalgezelschap The Musicompany uit zijn geboortestad.

## Filmografie
- 2012 – Achtste-groepers huilen niet – 15-jarige jongen
- 2012 – Guilty movie (korte film)
- 2012 – Laptop – Stefan
- 2012 – De verbouwing – Tom
- 2013 – APP – Stijn Rijnders
- 2014 – De laatste – Boris
- 2014 – De Poel – Jan
- 2015 – Ventoux – kleine Bart
- 2016 – Fissa – Ruben
- 2017 – Gangsterdam – Caspar

## Musical
- 2018 – All Stars – Bram
- 2022 - Wolfgang het wonderjong - Keizer Jozef II

## Televisie
- 2011 – De Magische Wereld van Pardoes – Pardoes de Tovernar
- 2012 – Gerede Twijfel (televisieserie) – Ratje
- 2012 – SpangaS – Scott
- 2013 – Moordvrouw (televisieserie), aflevering Bittere Pil – Teun
- 2014 – Flikken Maastricht (televisieserie), aflevering DNA – Kevin van der Wal
- 2016–2017 – Petticoat – Peter Miedema[2]
- 2018–2020 – ANNE+ – Casper
- 2018 – Ik weet wie je bent – Paul Elias
- 2020 – Dertigers – Adam
- 2020 – All Stars & Zonen – Rikkie van Buren
- 2022 - Het jaar van Fortuyn - Hans Anker

- Nederlandse Thesaurus van Auteursnamen: 355245426
- Virtual International Authority File: 305805698
- WorldCat: E39PBJt44bh6Qj6F7rJcjR3CwC